# Cyanallagma trimaculatum
Cyanallagma trimaculatum là một loài chuồn chuồn kim trong họ Coenagrionidae.
Cyanallagma trimaculatum được Selys miêu tả khoa học năm 1876.